# FBXO44
FBXO44 (англ. F-box protein 44) – білок, який кодується однойменним геном, розташованим у людей на 1-й хромосомі. Довжина поліпептидного ланцюга білка становить 255 амінокислот, а молекулярна маса — 29 747.
| 10         |  | 20         |  | 30         |  | 40         |  | 50         |
| ---------- |  | ---------- |  | ---------- |  | ---------- |  | ---------- |
| MAVGNINELP |  | ENILLELFTH |  | VPARQLLLNC |  | RLVCSLWRDL |  | IDLVTLWKRK |
| CLREGFITED |  | WDQPVADWKI |  | FYFLRSLHRN |  | LLHNPCAEEG |  | FEFWSLDVNG |
| GDEWKVEDLS |  | RDQRKEFPND |  | QVKKYFVTSY |  | YTCLKSQVVD |  | LKAEGYWEEL |
| MDTTRPDIEV |  | KDWFAARPDC |  | GSKYQLCVQL |  | LSSAHAPLGT |  | FQPDPATIQQ |
| KSDAKWREVS |  | HTFSNYPPGV |  | RYIWFQHGGV |  | DTHYWAGWYG |  | PRVTNSSITI |
| GPPLP      |  |            |  |            |  |            |  |            |

A: Аланін

C: Цистеїн

D: Аспарагінова кислота

E: Глутамінова кислота

F: Фенілаланін

G: Гліцин

H: Гістидин

I: Ізолейцин

K: Лізин

L: Лейцин

M: Метіонін

N: Аспарагін

P: Пролін

Q: Глутамін

R: Аргінін

S: Серин

T: Треонін

V: Валін

W: Триптофан

Задіяний у таких біологічних процесах, як убіквітинування білків, альтернативний сплайсинг. 